# Cerro Brujo (islas Galápagos)
El Cerro Brujo es un sitio de uso intensivo natural situado al norte de la isla de San Cristóbal, islas Galápagos, Ecuador.

## Características
En el sitio se encuentra el cono de toba erosionado homónimo compuesto de lava tipo Aa.
Destaca su vegetación halofítica, de las que hay dos especies (Salicornia fructirosa y Scaevola plumieri), que crecen en suelos de alto contenido de sal. De hecho, en la laguna en Cerro Brujo antiguamente los pobladores de la localidad de Puerto Baquerizo Moreno extraían sal para la conserva del bacalao o de carne de res y tortuga.

## Galería de imágenes

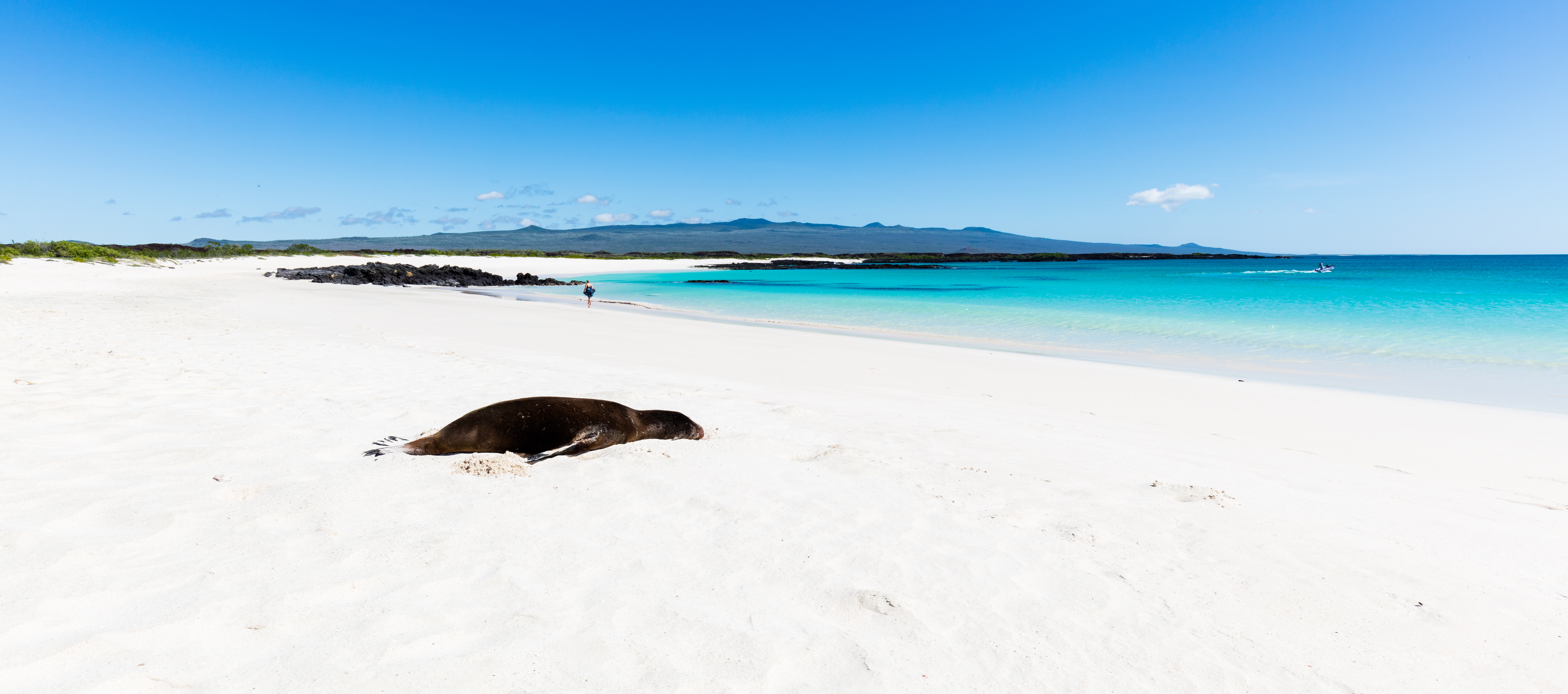
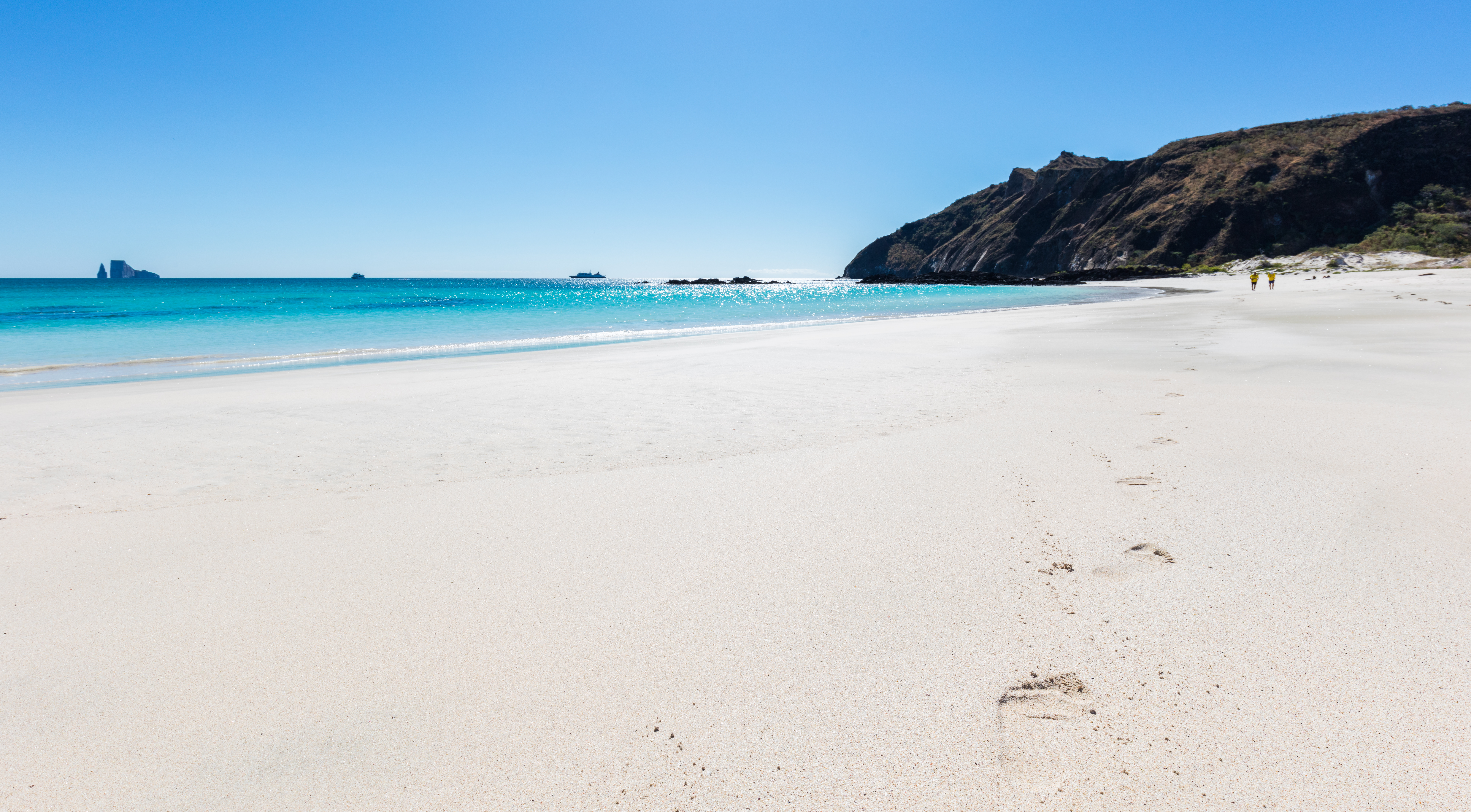
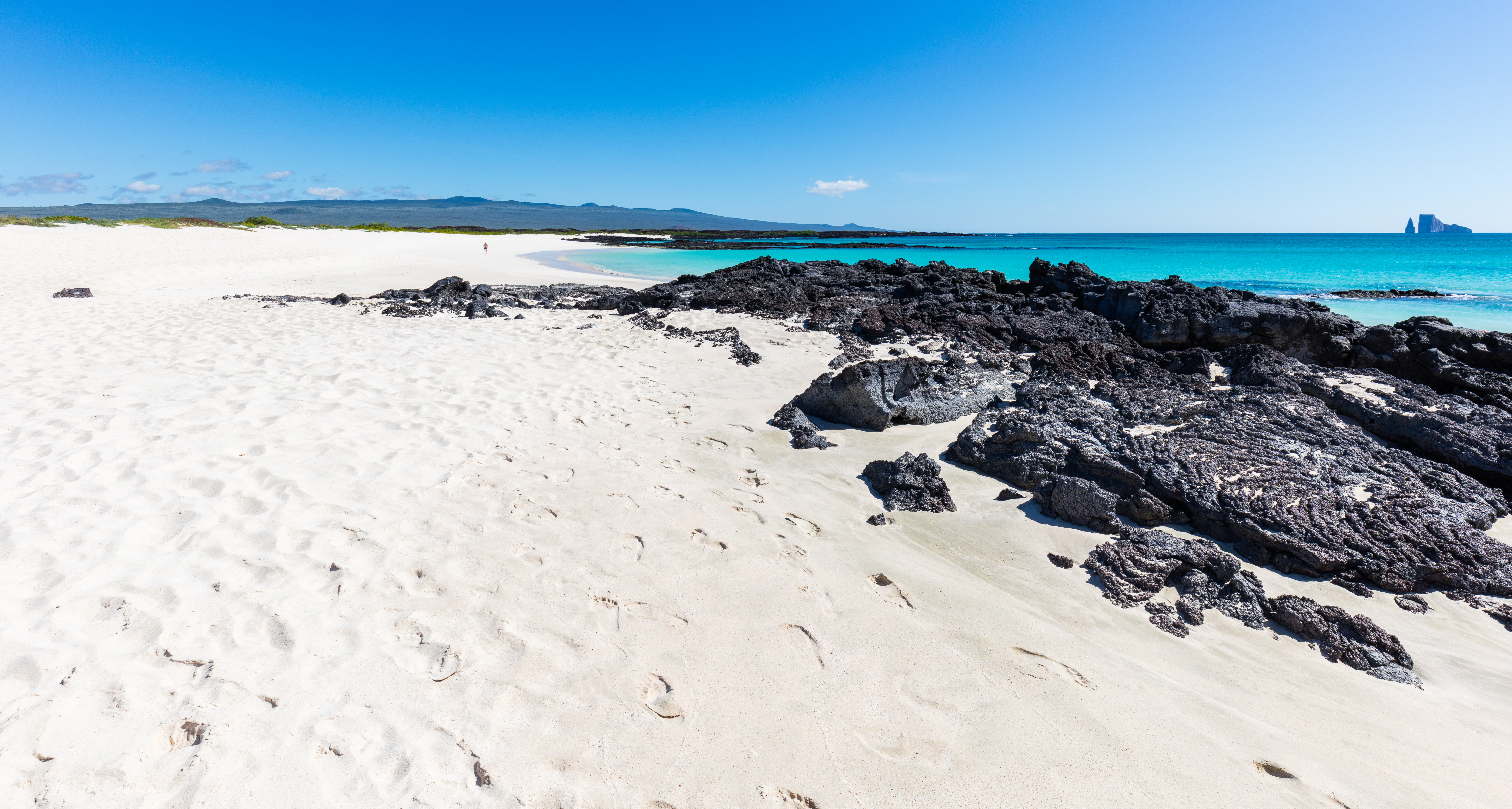
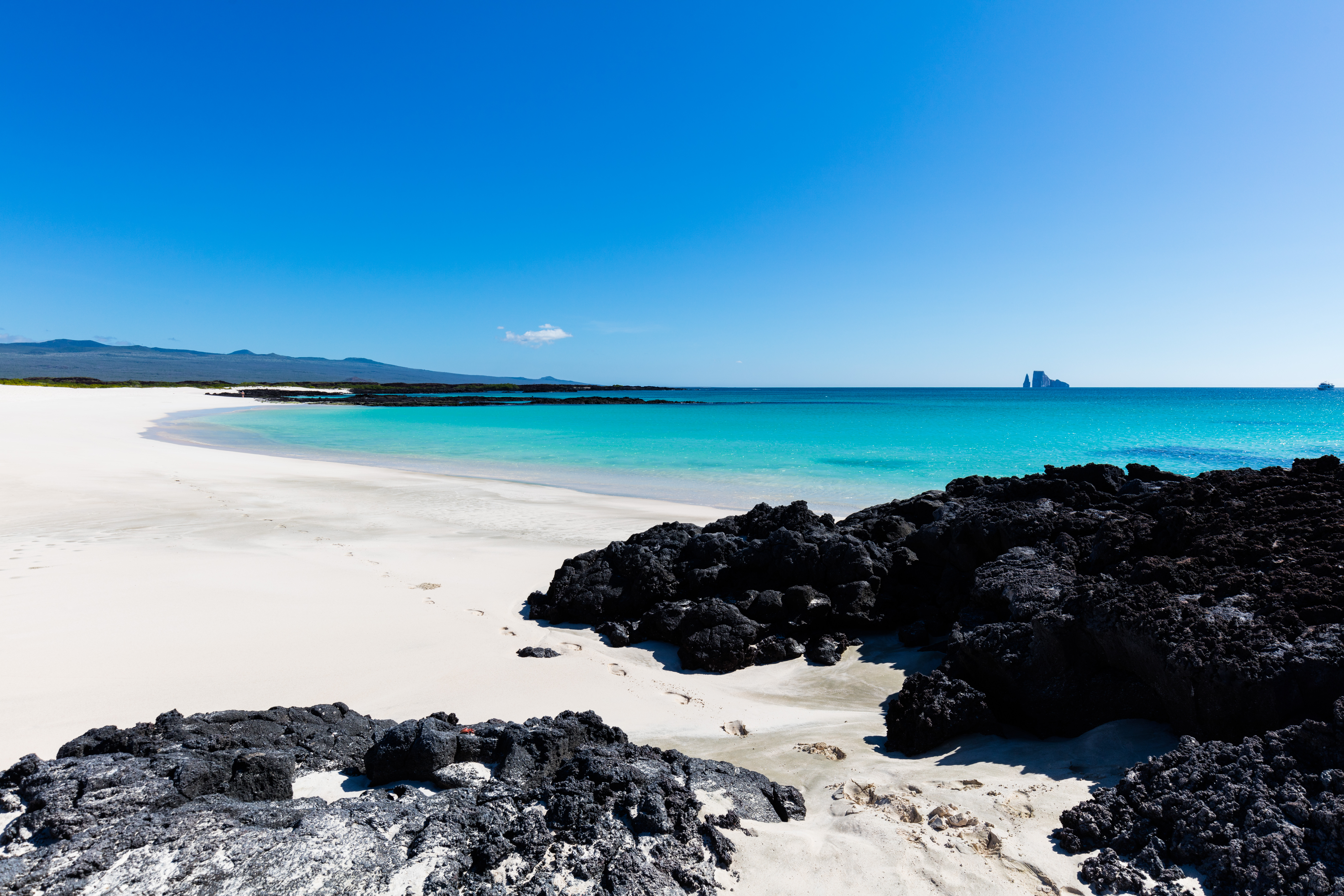
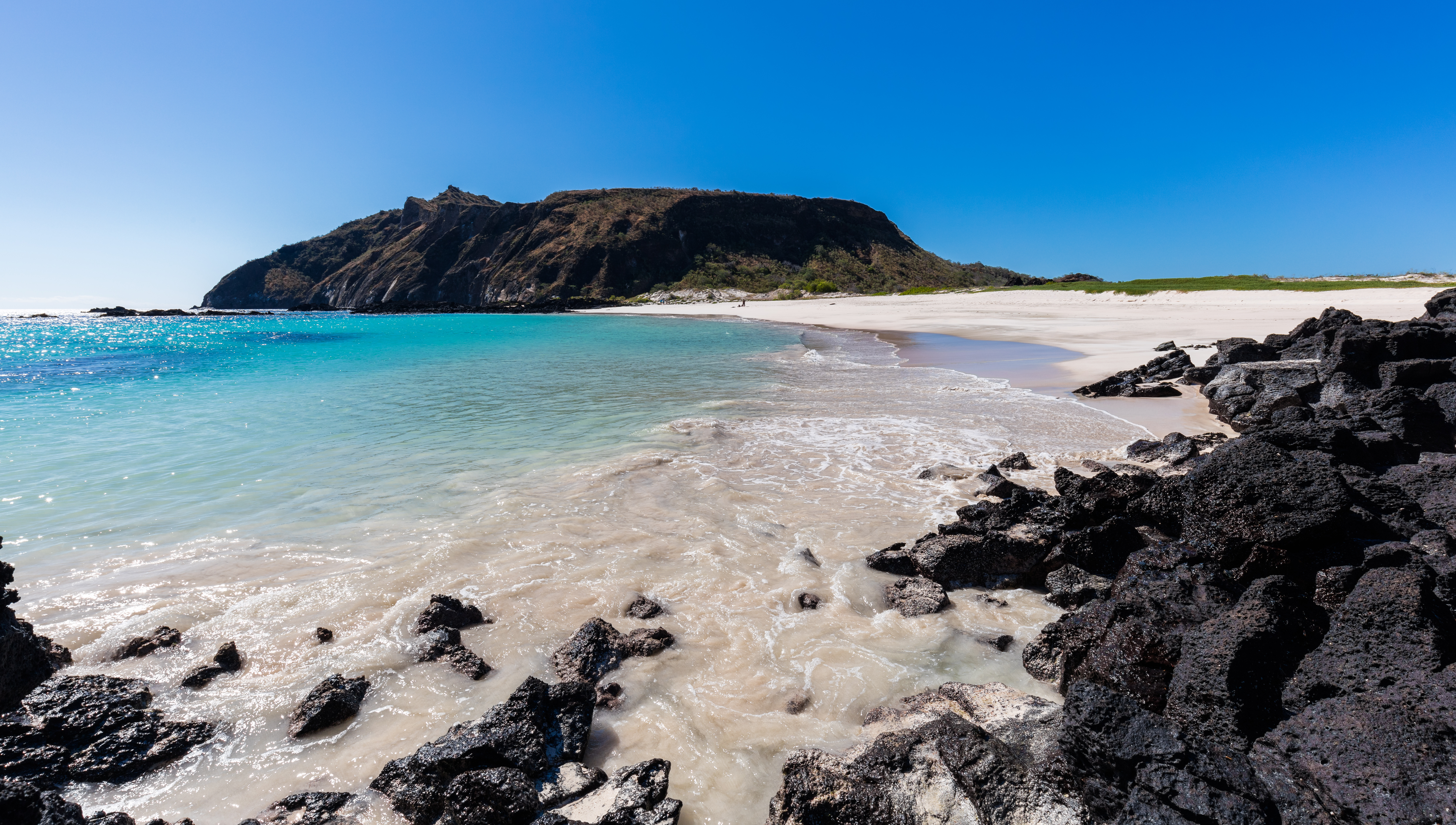
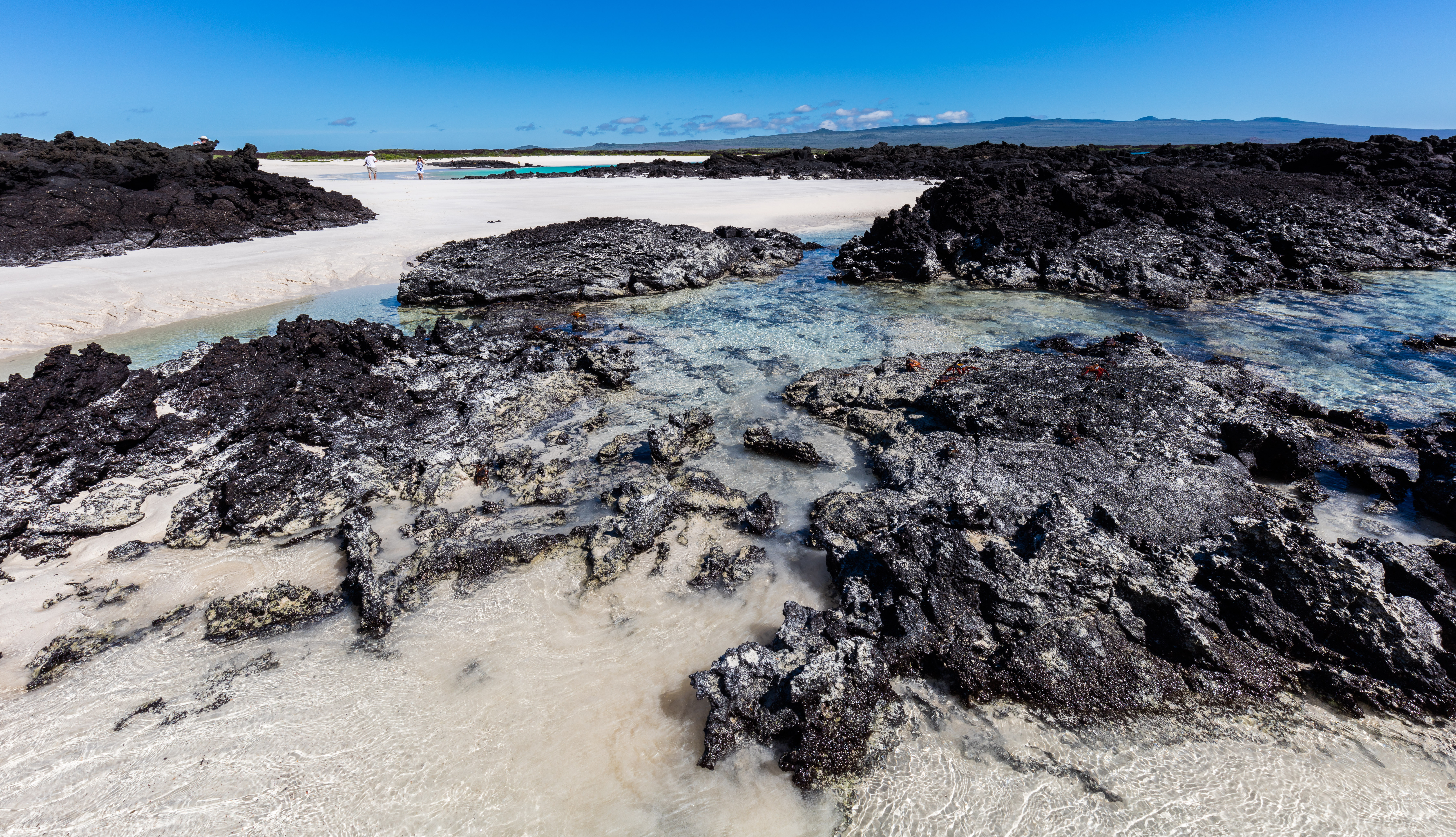
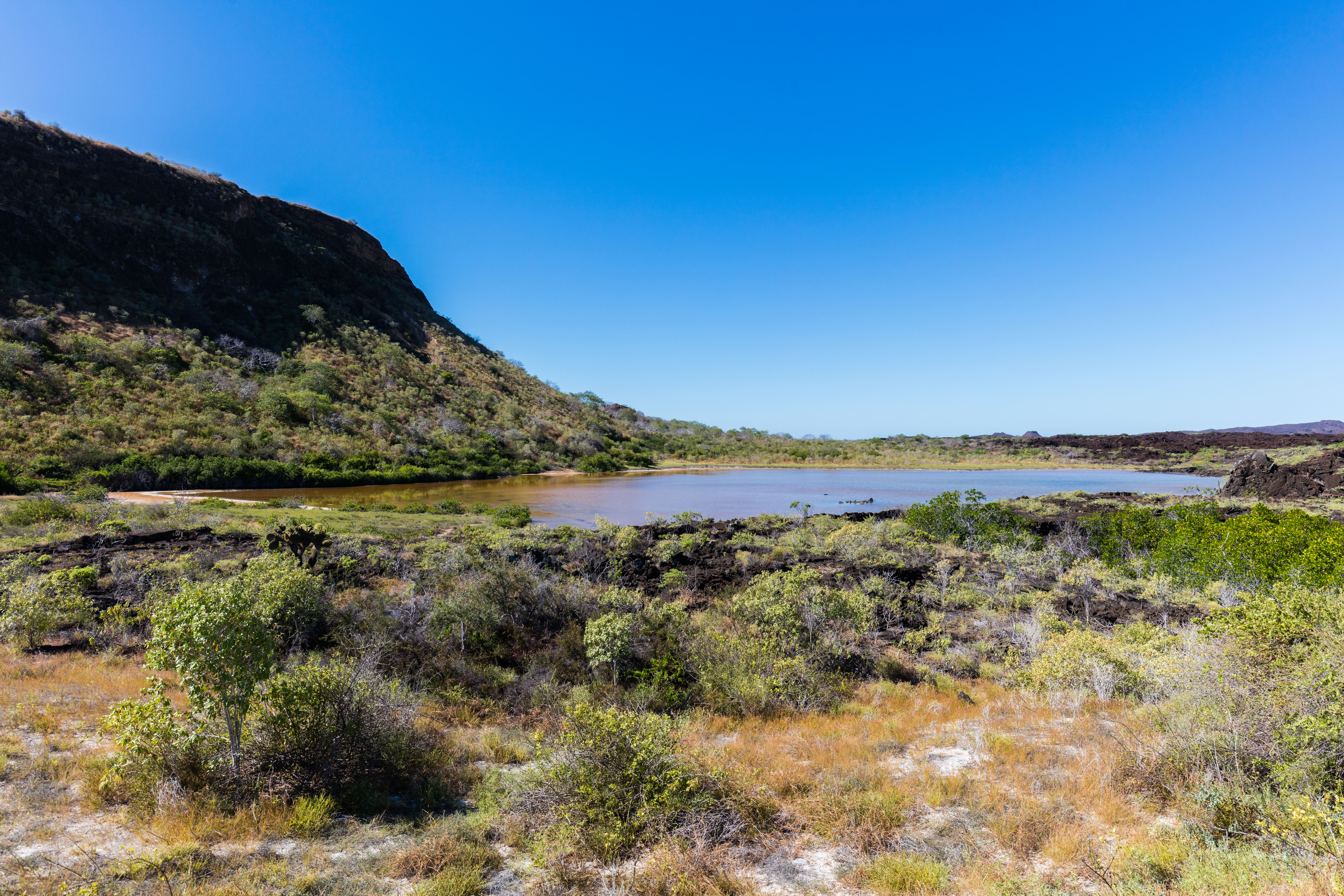
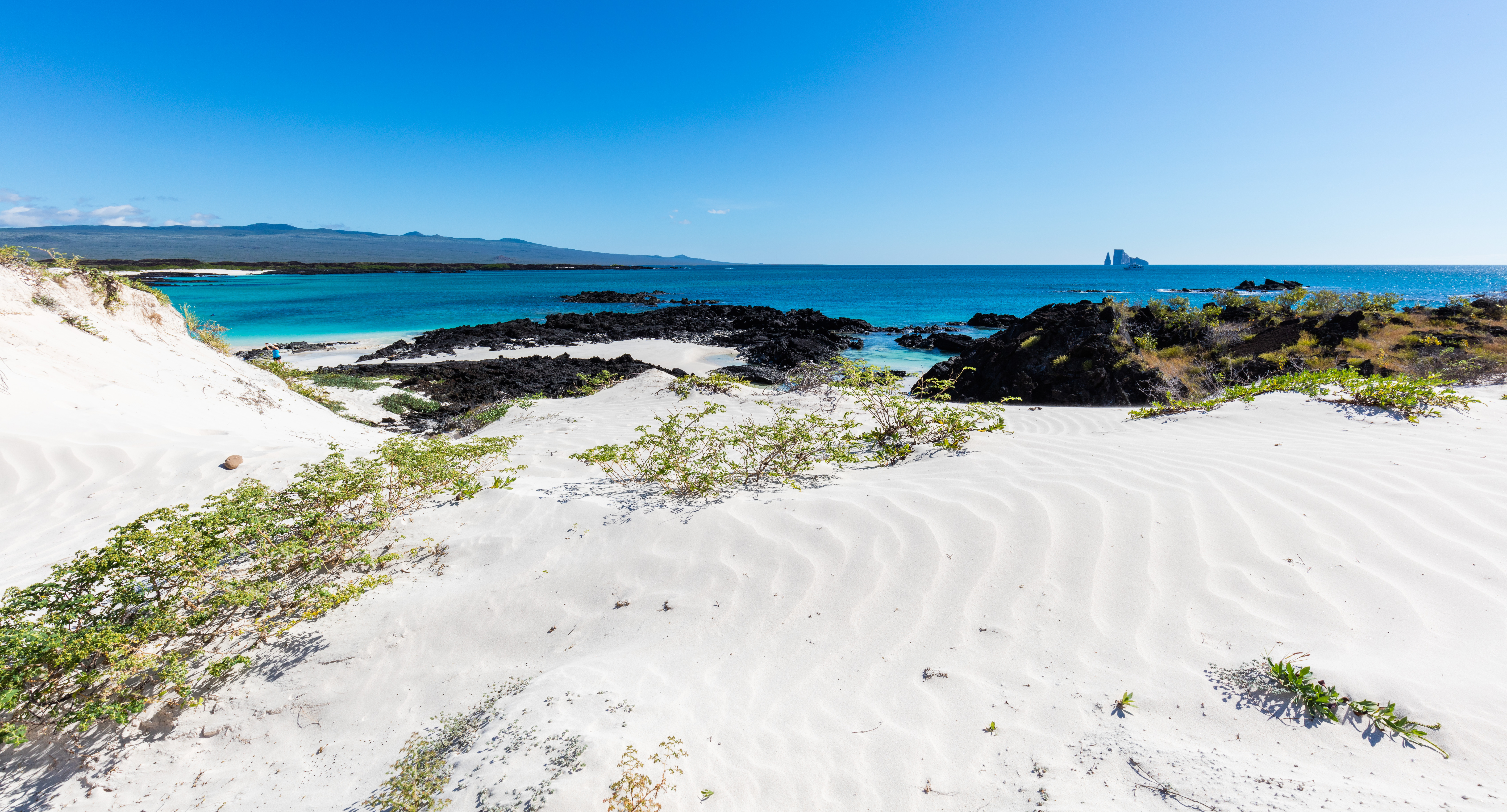
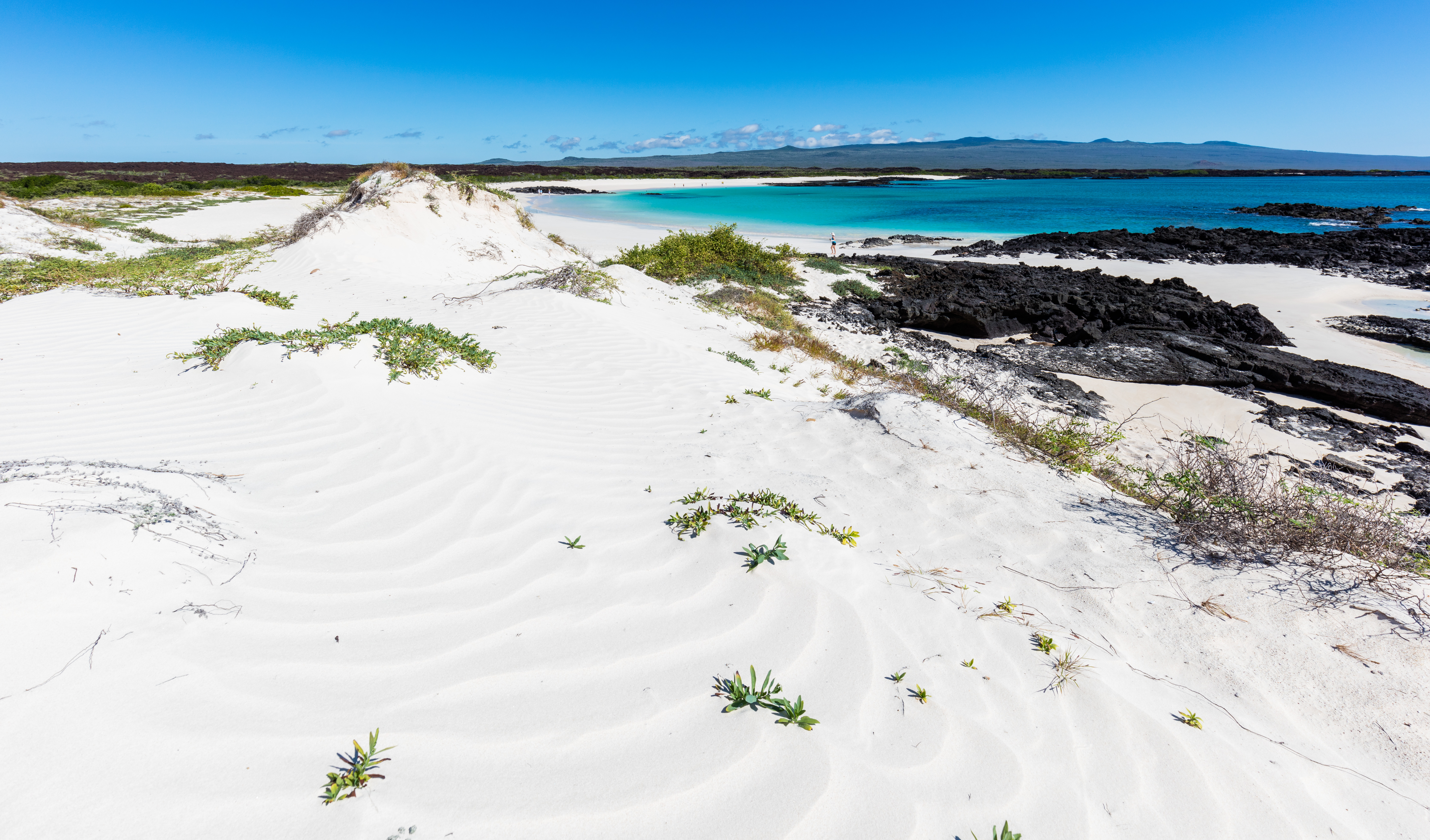